# Magasin K
Magasin K är fackförbundet DIK:s digitala medlemstidning. Magasin K produceras på uppdrag av fackförbundet men är fristående och oberoende från förbundet.
Tidningen lanserades i mars 2022.
Magasin K bevakar kulturpolitiken och arbetslivet i den kreativa sektorn, kultur- och kommunikationsbranschen. 
Tidningen belönades med Publishingpriset 2023 och 2024 i kategorin webbtidningar.